# Mxolisi Mthethwa
Mxolisi Mthethwa (18 settembre 1978) è un ex calciatore swati, di ruolo centrocampista.

## Carriera

### Club
Gioca dal 2000 al 2004 al Manzini Wanderes. Nel 2004 si trasferisce al Royal Leopards, in cui milita per dieci stagioni.

### Nazionale
Ha debuttato in Nazionale nel 2000. Ha collezionato in totale, con la maglia della Nazionale, 44 presenze e 3 reti.

## Palmarès

### Club

#### Competizioni nazionali
- Swazi Premier League: 6

Manzini Wanderes: 2001-2002, 2002-2003
Royal Leopards: 2005-2006, 2006-2007, 2007-2008, 2013-2014
- Swazi Cup: 3

Royal Leopards: 2006-2007, 2010-2011, 2013-2014